# 紅岩村駅
紅岩村駅（こうがんそん-えき、ホンイェンツェンえき、中文表記：红岩村站、ピンイン：Hóng yán cūn zhàn）は、中国重慶市渝中区の経緯大通りと沙浜路の間の紅岩村の近くに位置し、重慶軌道交通5号線と9号線の乗り換え駅です。駅番号5/12、9/07です。

## 駅構内

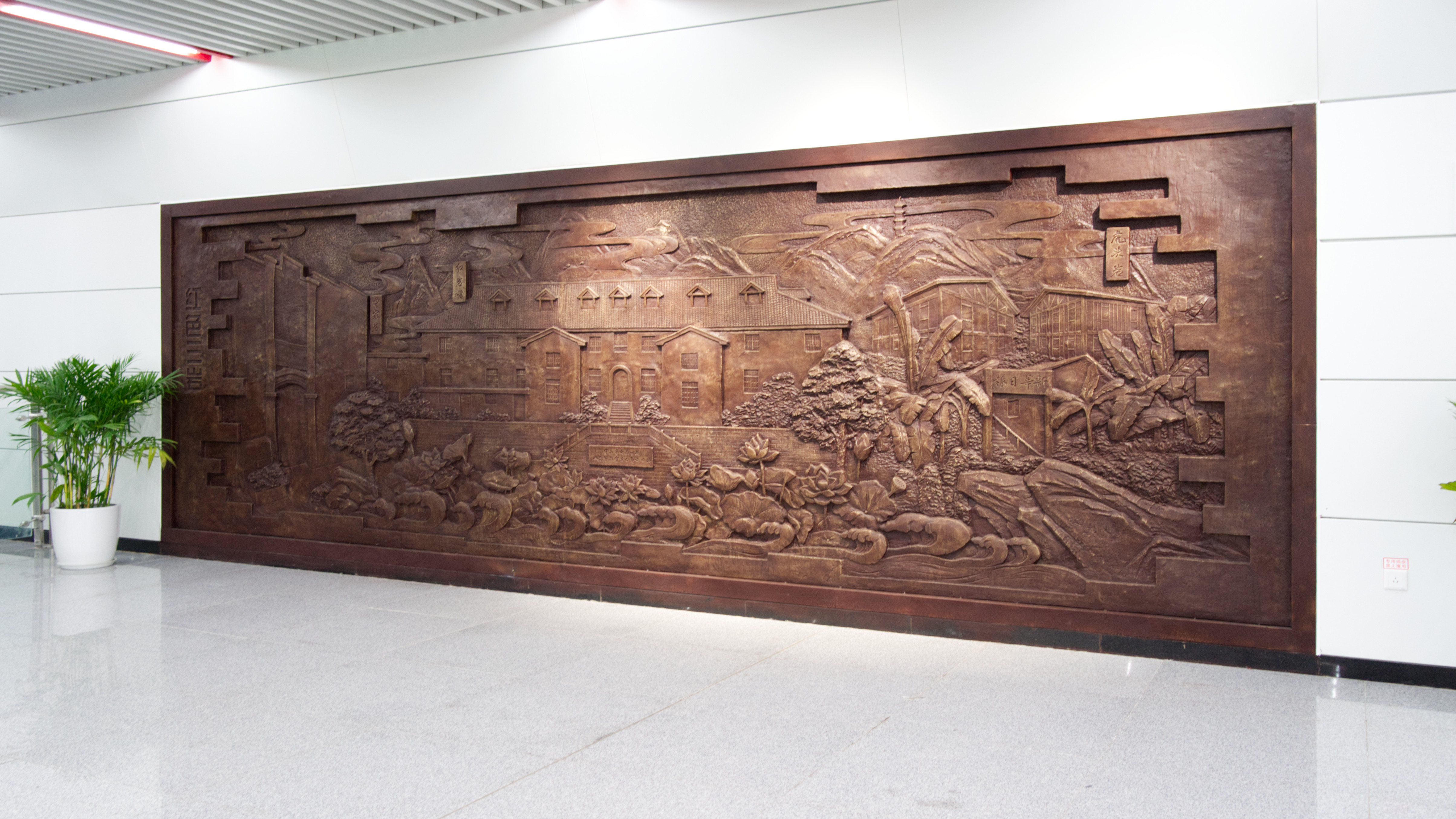
駅の「赤い三岩」アートウォール

### 5号線の駅
5号線の紅岩村駅は、重慶市三縦線大通りの下にある相対式ホームの地下駅です。駅のホームは幅74.5メートル、有効長は140メートル、ホームドアの長さは135.5メートル、鉄道の表面は駅の中心は11.78メートルの深さです。駅の全長は170.7メートル、高さは14.1メートル、総面積は13,595平方メートルです。駅には2つの有料エリアと2つの無料エリアがあり、そのうち有料エリアと無料エリアに接続チャネルがあります。 

### 9号線の駅
9号線の紅岩村駅駅は、重慶市渝中区の経緯大通りと沙浜路の間にある島式ホームの地下駅です。駅には9つのシャフトがあり、そのうち3つは100メートル以上、最も深いのは116メートルです。 駅長は262.3メートル、中心は106メートル、最深部は約116メートルで、現在は中国本土で最も深い地下鉄駅です。乗客は2番出口から約6分、全長約105メートルの3段上りの動く歩道を、4番出口からは約8分7段下りのエスカレーターを利用する必要があります。2番と4番の出入り口の縦横差は141メートルを超える。

## 入口と出口
- 2口：沙坪ハ区下土灣路、紅岩革命記念館
- 4口のエスカレーター：九竜坡区餘松路、経緯大通り
- 4口のエレベーター：渝中区餘松路